# Synthetonychia obtusa
Synthetonychia obtusa är en spindeldjursart som beskrevs av Forster 1954. Synthetonychia obtusa ingår i släktet Synthetonychia och familjen Synthetonychidae. Inga underarter finns listade i Catalogue of Life.